# Pallhausen (Freising)
Pallhausen ist ein Weiler der Großen Kreisstadt Freising im oberbayerischen Landkreis Freising.

## Lage
Der Ort liegt etwa sechs Kilometer südwestlich der Stadt am Rande des Freisinger Mooses. Am Ort führt die Staatsstraße 2339 vorbei. 

## Geschichte
Die Kapelle des Ortes wurde 1971 neu erbaut und steht unter Denkmalschutz. Bis zum 30. Juni 1972 war Pallhausen ein Teil der Gemeinde Sünzhausen und wurde dann als Teil dieser Gemeinde im Rahmen der Gemeindegebietsreform nach Freising umgegliedert.

Um Pallhausen herum gibt es mehrere Bodendenkmale frühgeschichtlicher Siedlungen. Auf dem bewaldeten Hügel östlich von Pallhausen befindet sich ein Burgstall aus dem Frühmittelalter. Auf dem Hügel wurde in den 1950er und 1960er Jahren die Glöckeralm betrieben. Von dieser Ausflugsgaststätte sind heute noch zwei verfallende Gebäude erhalten.

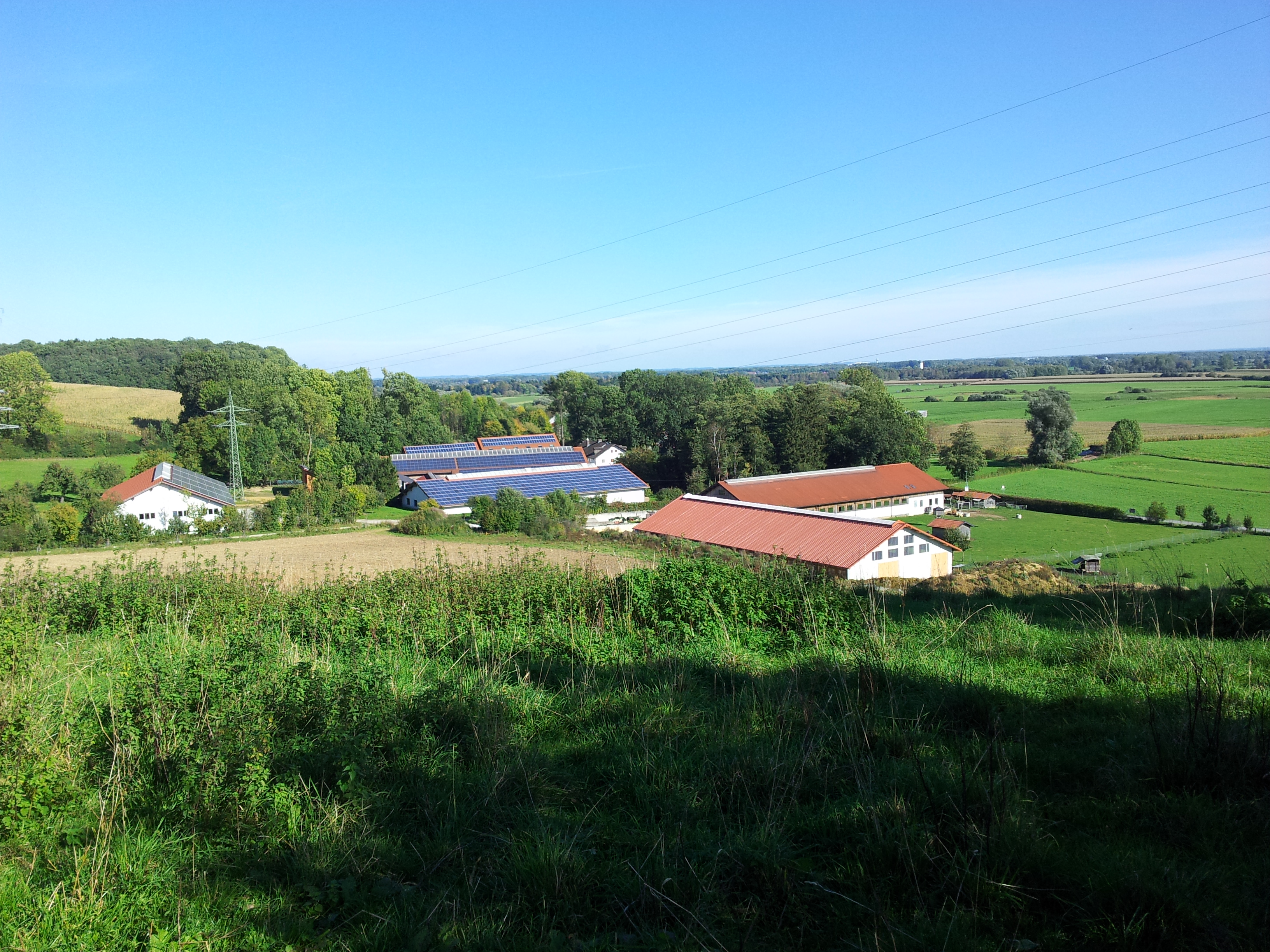
Pallhausen von Westen gesehen
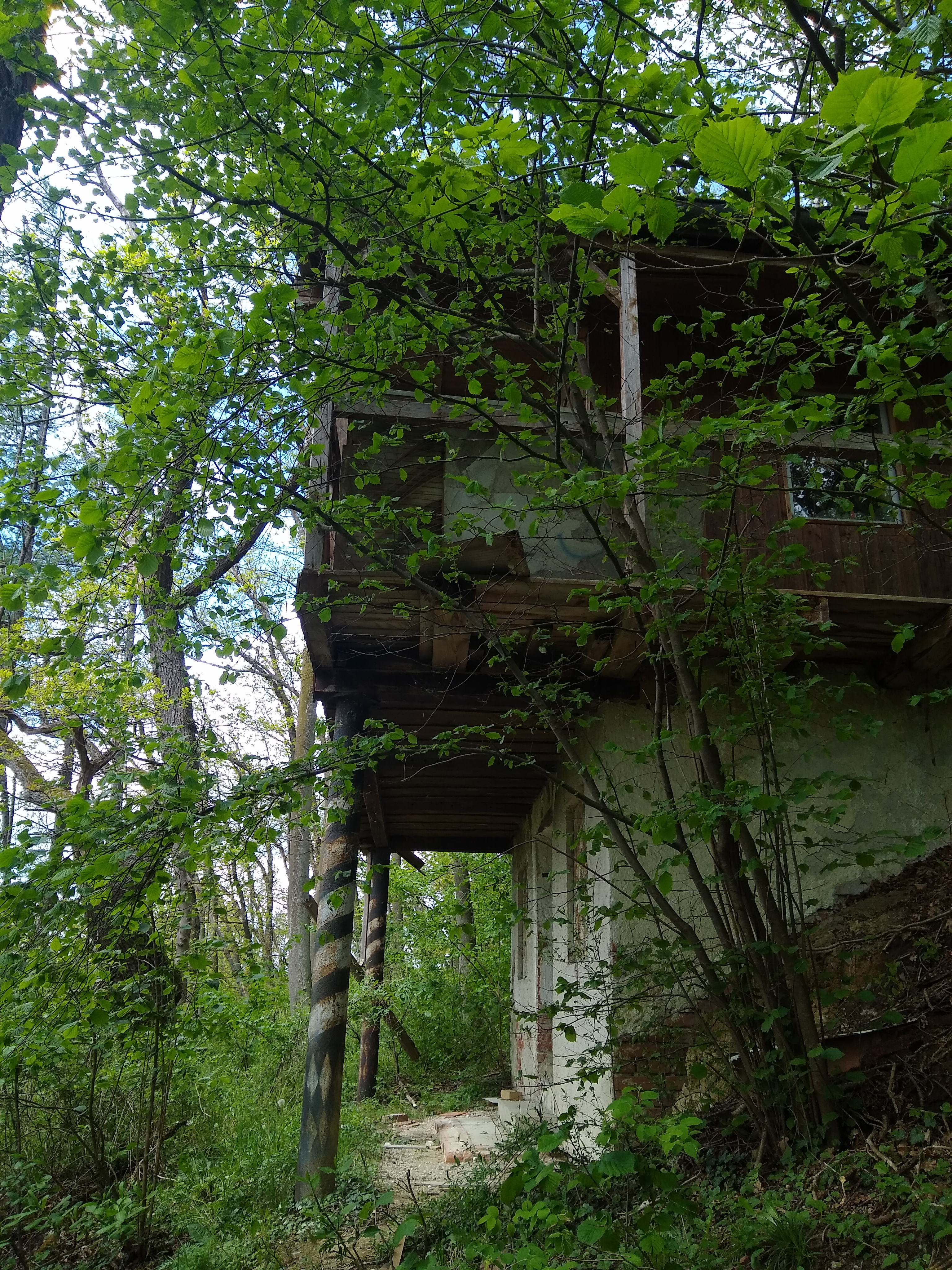
Ehemaliges Ausflugslokal Glöckerlalm östlich von Pallhausen